# Ronde van Italië 2008/Tiende etappe
De tiende etappe van de Ronde van Italië 2008 werd op 20 mei verreden. 
De tiende etappe was een tijdrit met een vlakke aanloop en daarna heuvelachtig verloop. Marco Pinotti zette met 57'17 een eerste richttijd neer. Deze tijd werd al snel verbeterd door Marzio Bruseghin, die 36 seconden onder de oude toptijd dook. Hierna waren alle ogen gericht op Andreas Klöden, want hij reed de beste tussentijden. Toen hij aan het laatste gedeelte van zijn tijdrit begon, was het aan het regenen. Daarom kon hij niet voluit gaan, met als gevolg dat hij er 20 seconden langer over deed dan Bruseghin. De volgende die toptijden neerzette was, ondanks een scheurtje in zijn elleboog, Alberto Contador. Maar hij redde het ook niet.
Er waren ook verliezers. Zoals Riccardo Riccò en erger nog Danilo Di Luca. Di Luca leek duidelijk niet op de Di Luca van vorig jaar. Ze verloren allebei zo'n 2 minuten. Giovanni Visconti reed een goede tijdrit: hij werd twaalfde en was 3 minuten sneller dan zijn directe concurrent voor het roze, Matthias Russ.
1e etappe ·
2e etappe ·
3e etappe ·
4e etappe ·
5e etappe ·
6e etappe ·
7e etappe ·
8e etappe ·
9e etappe ·
10e etappe ·
11e etappe ·
12e etappe ·
13e etappe ·
14e etappe ·
15e etappe ·
16e etappe ·
17e etappe ·
18e etappe ·
19e etappe ·
20e etappe ·
21e etappe
Startlijst · Eindstanden · Afbeeldingen